# Tour de France 2023
Tour de France 2023 var den 110. udgave af cykelløbet Tour de France. Løbet begyndte den 1. juli 2023 i Bilbao i den spanske del af Baskerlandet. Løbets sidste etape havde søndag den 23. juli traditionel afslutning på Avenue des Champs-Élysées i centrum af Paris.
Hidtil eneste gang tourens Grand Départ foregik i Baskerlandet var ved løbet i 1992, da San Sebastián var startby.
Løbet blev vundet af den danske rytter Jonas Vingegaard fra Team Jumbo-Visma for andet år i træk. Undervejs vandt Vingegaard løbets enkeltstart på 16. etape. Belgiske Jasper Philipsen vandt pointkonkurrencen. Tadej Pogačar fra UAE Team Emirates vandt ungdomskonkurrencen og endte på andenpladsen i det samlede klassement. Pogačars holdkammerat Adam Yates tog sig af tredjepladsen. Team Jumbo-Visma vandt holdkonkurrencen. Danske Michael Mørkøv (Soudal Quick-Step) blev løbets Lanterne rouge.

## Pengepræmier
I alt bliver der delt 2.308.200 euro, cirka 17.189.301 danske kroner, ud i præmiepenge i løbet af Tour de France.

### Trøjer
Præmie for hver dag en rytter kører i trøjen
- Den gule førertrøje: 500 euro (med undtagelse af 1. etape)
- Den grønne pointtrøje: 300 euro (med undtagelse af 1. etape)
- Den prikkede bjergtrøje: 300 euro (med undtagelse af 1. etape)
- Den hvide ungdomstrøje: 300 euro (med undtagelse af 1. etape)

Samlet sejr
 Den gule førertrøje: 500.000 euro
2. plads: 200.000 euro
3. plads: 100.000 euro
4. plads: 70.000 euro
5. plads: 50.000 euro
6. plads: 23.000 euro
7. plads: 11.500 euro
8. til 19. plads: 7.600 euro ned til 1.100 euro
20. - 160. plads: 1.000 euro 

 Den grønne pointtrøje: 25.000 euro 
2. plads: 15.000 euro
3. plads: 10.000 euro

 Den prikkede bjergtrøje: 25.000 euro
2. plads: 15.000 euro
3. plads: 10.000 euro 

 Den hvide ungdomstrøje: 20.000 euro 
2. plads: 15.000 euro
3. plads: 10.000 euro 

 Holdkonkurrencen: 50.000 euro 
2. plads: 30.000 euro
3. plads: 20.000 euro 

 Mest angrebsivrige rytter: 20.000 euro 

 Souvenir Henri Desgrange (først over Col de la Loze på 17. etape): 5.000 euro 

Souvenir Jacques Goddet (først over Col du Tourmalet på 6. etape): 5.000 euro

### Etaper
- Etapevinder: 11.000 euro.
- Vinder af indlagt spurt i pointkonkurrencen: 1.500 euro
- Mest angrebsivrige rytter: 2.000 euro
- Første ungdomsrytter over målstregen: 500 euro
- Bedste hold (tre første ryttere): 2.800 euro
- Første rytter på toppen af stigning:

Stigning uden for kategori: 800 euro
Kategori 1-stigning: 650 euro
Kategori 2-stigning: 500 euro
Kategori 3-stigning: 300 euro
Kategori 4-stigning: 200 euro

## Etaperne
| Etape     | Dato     | Start – Mål                                | type          | Afstand (km) | Elevation (m) | Etapevinder        | Førende rytter   |
| --------- | -------- | ------------------------------------------ | ------------- | ------------ | ------------- | ------------------ | ---------------- |
| 1. etape  | 1. jul.  | Bilbao – Bilbao                            | kuperet etape | 182          | 3.238 m       | Adam Yates         | Adam Yates       |
| 2. etape  | 2. jul.  | Vitoria-Gasteiz – San Sebastián            | kuperet etape | 208,9        | 2.943 m       | Victor Lafay       | Adam Yates       |
| 3. etape  | 3. jul.  | Amorebieta-Etxano – Bayonne                | flad etape    | 193,5        | 2.600 m       | Jasper Philipsen   | Adam Yates       |
| 4. etape  | 4. jul.  | Dax – Nogaro                               | flad etape    | 181,8        | 1.434 m       | Jasper Philipsen   | Adam Yates       |
| 5. etape  | 5. jul.  | Pau – Laruns                               | bjergetape    | 162,7        | 3.659 m       | Jai Hindley        | Jai Hindley      |
| 6. etape  | 6. jul.  | Tarbes – Cauterets                         | bjergetape    | 144,9        | 3.922 m       | Tadej Pogačar      | Jonas Vingegaard |
| 7. etape  | 7. jul.  | Mont-de-Marsan – Bordeaux                  | flad etape    | 169,9        | 785 m         | Jasper Philipsen   | Jonas Vingegaard |
| 8. etape  | 8. jul.  | Libourne – Limoges                         | kuperet etape | 200,7        | 1.812 m       | Mads Pedersen      | Jonas Vingegaard |
| 9. etape  | 9. jul.  | Saint-Léonard-de-Noblat – Puy de Dôme      | bjergetape    | 182,4        | 3.494 m       | Michael Woods      | Jonas Vingegaard |
|           | 10. jul. | Hviledag i Clermont-Ferrand                | Hviledag      |              |               |                    |                  |
| 10. etape | 11. jul. | Vulcania – Issoire                         | kuperet etape | 167,2        | 3.127 m       | Pello Bilbao       | Jonas Vingegaard |
| 11. etape | 12. jul. | Clermont-Ferrand – Moulins                 | flad etape    | 179,8        | 1.854 m       | Jasper Philipsen   | Jonas Vingegaard |
| 12. etape | 13. jul. | Roanne – Belleville-en-Beaujolais          | kuperet etape | 168,8        | 3.088 m       | Jon Izagirre       | Jonas Vingegaard |
| 13. etape | 14. jul. | Châtillon-sur-Chalaronne – Grand Colombier | bjergetape    | 137,8        | 2.410 m       | Michał Kwiatkowski | Jonas Vingegaard |
| 14. etape | 15. jul. | Annemasse – Morzine                        | bjergetape    | 151,8        | 4.281 m       | Carlos Rodríguez   | Jonas Vingegaard |
| 15. etape | 16. jul. | Les Gets – Saint-Gervais-les-Bains         | bjergetape    | 179          | 4.527 m       | Wout Poels         | Jonas Vingegaard |
|           | 17. jul. | Hviledag i Saint-Gervais Mont Blanc        | Hviledag      |              |               |                    |                  |
| 16. etape | 18. jul. | Passy – Combloux                           | enkeltstart   | 22,4         | 638 m         | Jonas Vingegaard   | Jonas Vingegaard |
| 17. etape | 19. jul. | Saint-Gervais-les-Bains – Courchevel       | bjergetape    | 165,7        | 5.405 m       | Felix Gall         | Jonas Vingegaard |
| 18. etape | 20. jul. | Moûtiers – Bourg-en-Bresse                 | flad etape    | 184,9        | 1.211 m       | Kasper Asgreen     | Jonas Vingegaard |
| 19. etape | 21. jul. | Moirans-en-Montagne – Poligny              | kuperet etape | 172,8        | 1.950 m       | Matej Mohorič      | Jonas Vingegaard |
| 20. etape | 22. jul. | Belfort – Le Markstein                     | bjergetape    | 133,5        | 3.484 m       | Tadej Pogačar      | Jonas Vingegaard |
| 21. etape | 23. jul. | Saint-Quentin-en-Yvelines – Paris          | flad etape    | 115,1        | 598 m         | Jordi Meeus        | Jonas Vingegaard |

## Trøjernes fordeling gennem løbet
| Etape     |               | Vinder _           | Samlede stilling | Pointtrøje       | Bjergtrøje       | Ungdomstrøje  | Mest angrebsivrige   | Holdkonkurrence    |
| --------- | ------------- | ------------------ | ---------------- | ---------------- | ---------------- | ------------- | -------------------- | ------------------ |
| 1. etape  | kuperet etape | Adam Yates         | Adam Yates       | Adam Yates       | Neilson Powless  | Tadej Pogačar | Adam Yates           | Jumbo-Visma        |
| 2. etape  | kuperet etape | Victor Lafay       | Adam Yates       | Victor Lafay     | Neilson Powless  | Tadej Pogačar | Neilson Powless      | Jumbo-Visma        |
| 3. etape  | flad etape    | Jasper Philipsen   | Adam Yates       | Victor Lafay     | Neilson Powless  | Tadej Pogačar | Laurent Pichon       | Jumbo-Visma        |
| 4. etape  | flad etape    | Jasper Philipsen   | Adam Yates       | Jasper Philipsen | Neilson Powless  | Tadej Pogačar | Benoît Cosnefroy     | Jumbo-Visma        |
| 5. etape  | bjergetape    | Jai Hindley        | Jai Hindley      | Jasper Philipsen | Felix Gall       | Tadej Pogačar | Wout van Aert        | Jumbo-Visma        |
| 6. etape  | bjergetape    | Tadej Pogačar      | Jonas Vingegaard | Jasper Philipsen | Neilson Powless  | Tadej Pogačar | Wout van Aert        | Jumbo-Visma        |
| 7. etape  | flad etape    | Jasper Philipsen   | Jonas Vingegaard | Jasper Philipsen | Neilson Powless  | Tadej Pogačar | Simon Guglielmi      | Jumbo-Visma        |
| 8. etape  | kuperet etape | Mads Pedersen      | Jonas Vingegaard | Jasper Philipsen | Neilson Powless  | Tadej Pogačar | Anthony Turgis       | Jumbo-Visma        |
| 9. etape  | bjergetape    | Michael Woods      | Jonas Vingegaard | Jasper Philipsen | Neilson Powless  | Tadej Pogačar | Matteo Jorgenson     | Bahrain Victorious |
| 10. etape | kuperet etape | Pello Bilbao       | Jonas Vingegaard | Jasper Philipsen | Neilson Powless  | Tadej Pogačar | Krists Neilands      | Bahrain Victorious |
| 11. etape | flad etape    | Jasper Philipsen   | Jonas Vingegaard | Jasper Philipsen | Neilson Powless  | Tadej Pogačar | Daniel Oss           | Bahrain Victorious |
| 12. etape | kuperet etape | Jon Izagirre       | Jonas Vingegaard | Jasper Philipsen | Neilson Powless  | Tadej Pogačar | Mathieu van der Poel | Bahrain Victorious |
| 13. etape | bjergetape    | Michał Kwiatkowski | Jonas Vingegaard | Jasper Philipsen | Neilson Powless  | Tadej Pogačar | Michał Kwiatkowski   | Ineos Grenadiers   |
| 14. etape | bjergetape    | Carlos Rodríguez   | Jonas Vingegaard | Jasper Philipsen | Jonas Vingegaard | Tadej Pogačar | Giulio Ciccone       | Ineos Grenadiers   |
| 15. etape | bjergetape    | Wout Poels         | Jonas Vingegaard | Jasper Philipsen | Giulio Ciccone   | Tadej Pogačar | Adrien Petit         | Jumbo-Visma        |
| 16. etape | enkeltstart   | Jonas Vingegaard   | Jonas Vingegaard | Jasper Philipsen | Giulio Ciccone   | Tadej Pogačar | ikke uddelt          | Jumbo-Visma        |
| 17. etape | bjergetape    | Felix Gall         | Jonas Vingegaard | Jasper Philipsen | Giulio Ciccone   | Tadej Pogačar | Felix Gall           | Jumbo-Visma        |
| 18. etape | flad etape    | Kasper Asgreen     | Jonas Vingegaard | Jasper Philipsen | Giulio Ciccone   | Tadej Pogačar | Victor Campenaerts   | Jumbo-Visma        |
| 19. etape | kuperet etape | Matej Mohorič      | Jonas Vingegaard | Jasper Philipsen | Giulio Ciccone   | Tadej Pogačar | Victor Campenaerts   | Jumbo-Visma        |
| 20. etape | bjergetape    | Tadej Pogačar      | Jonas Vingegaard | Jasper Philipsen | Giulio Ciccone   | Tadej Pogačar | Thibaut Pinot        | Jumbo-Visma        |
| 21. etape | flad etape    | Jordi Meeus        | Jonas Vingegaard | Jasper Philipsen | Giulio Ciccone   | Tadej Pogačar | ikke uddelt          | Jumbo-Visma        |
| Samlet    | Samlet        |                    | Jonas Vingegaard | Jasper Philipsen | Giulio Ciccone   | Tadej Pogačar | Victor Campenaerts   | Jumbo-Visma        |

## Resultater

### Samlede stilling
| \| Samlede stilling \| Samlede stilling \| Samlede stilling \| Samlede stilling \| Samlede stilling \| \| Rytter \| Rytter \| Hold \| Tid \| \| \| ---------------- \| -------------------- \| ------------------ \| ---------------- \| ---------------- \| \| 1. \| Jonas Vingegaard \| Jumbo-Visma \| 82t 05' 42" \| \| \| 2. \| Tadej Pogačar \| UAE Team Emirates \| + 7' 29" \| \| \| 3. \| Adam Yates \| UAE Team Emirates \| + 10' 56" \| \| \| 4. \| Simon Yates \| Team Jayco AlUla \| + 12' 23" \| \| \| 5. \| Carlos Rodríguez \| Ineos Grenadiers \| + 13' 17" \| \| \| 6. \| Pello Bilbao \| Bahrain Victorious \| + 13' 27" \| \| \| 7. \| Jai Hindley \| Bora-Hansgrohe \| + 14' 44" \| \| \| 8. \| Felix Gall \| AG2R Citroën Team \| + 16' 09" \| \| \| 9. \| David Gaudu \| Groupama-FDJ \| + 23' 08" \| \| \| 10. \| Guillaume Martin \| Cofidis \| + 26' 30" \| \| \| 11. \| Thibaut Pinot \| Groupama-FDJ \| + 28' 03" \| \| \| 12. \| Sepp Kuss \| Jumbo-Visma \| + 37' 32" \| \| \| 13. \| Tom Pidcock \| Ineos Grenadiers \| + 47' 52" \| \| \| 14. \| Rafał Majka \| UAE Team Emirates \| + 56' 36" \| \| \| 15. \| Jonathan Castroviejo \| Ineos Grenadiers \| + 56' 37" \| \| \| 16. \| Chris Harper \| Team Jayco AlUla \| + 57' 29" \| \| \| 17. \| Ben O'Connor \| AG2R Citroën Team \| + 1t 04' 59" \| \| \| 18. \| Wilco Kelderman \| Jumbo-Visma \| + 1t 06' 46" \| \| \| 19. \| Mikel Landa \| Bahrain Victorious \| + 1t 12' 41" \| \| \| 20. \| Valentin Madouas \| Groupama-FDJ \| + 1t 14' 10" \| \| \| 21. \| Emanuel Buchmann \| Bora-Hansgrohe \| + 1t 15' 44" \| \| \| 22. \| Warren Barguil \| Arkéa-Samsic \| + 1t 17' 06" \| \| \| 23. \| Felix Großschartner \| UAE Team Emirates \| + 1t 45' 21" \| \| \| 24. \| Tiesj Benoot \| Jumbo-Visma \| + 1t 46' 55" \| \| \| 25. \| Clément Berthet \| AG2R Citroën Team \| + 1t 50' 19" \| \| |                      |                    |              |
| |                      |                    |              |
| Kilde: ProCyclingStats |                      |                    |              |
| Samlede stilling |                      |                    |              |
| Rytter | Rytter               | Hold               | Tid          |
| 1. | Jonas Vingegaard     | Jumbo-Visma        | 82t 05' 42"  |
| 2. | Tadej Pogačar        | UAE Team Emirates  | + 7' 29"     |
| 3. | Adam Yates           | UAE Team Emirates  | + 10' 56"    |
| 4. | Simon Yates          | Team Jayco AlUla   | + 12' 23"    |
| 5. | Carlos Rodríguez     | Ineos Grenadiers   | + 13' 17"    |
| 6. | Pello Bilbao         | Bahrain Victorious | + 13' 27"    |
| 7. | Jai Hindley          | Bora-Hansgrohe     | + 14' 44"    |
| 8. | Felix Gall           | AG2R Citroën Team  | + 16' 09"    |
| 9. | David Gaudu          | Groupama-FDJ       | + 23' 08"    |
| 10. | Guillaume Martin     | Cofidis            | + 26' 30"    |
| 11. | Thibaut Pinot        | Groupama-FDJ       | + 28' 03"    |
| 12. | Sepp Kuss            | Jumbo-Visma        | + 37' 32"    |
| 13. | Tom Pidcock          | Ineos Grenadiers   | + 47' 52"    |
| 14. | Rafał Majka          | UAE Team Emirates  | + 56' 36"    |
| 15. | Jonathan Castroviejo | Ineos Grenadiers   | + 56' 37"    |
| 16. | Chris Harper         | Team Jayco AlUla   | + 57' 29"    |
| 17. | Ben O'Connor         | AG2R Citroën Team  | + 1t 04' 59" |
| 18. | Wilco Kelderman      | Jumbo-Visma        | + 1t 06' 46" |
| 19. | Mikel Landa          | Bahrain Victorious | + 1t 12' 41" |
| 20. | Valentin Madouas     | Groupama-FDJ       | + 1t 14' 10" |
| 21. | Emanuel Buchmann     | Bora-Hansgrohe     | + 1t 15' 44" |
| 22. | Warren Barguil       | Arkéa-Samsic       | + 1t 17' 06" |
| 23. | Felix Großschartner  | UAE Team Emirates  | + 1t 45' 21" |
| 24. | Tiesj Benoot         | Jumbo-Visma        | + 1t 46' 55" |
| 25. | Clément Berthet      | AG2R Citroën Team  | + 1t 50' 19" |

### Pointkonkurrencen
| Pointkonkurrence | Pointkonkurrence | Pointkonkurrence   | Pointkonkurrence | Pointkonkurrence |
| Rytter           | Rytter           | Hold               | Point            |                  |
| ---------------- | ---------------- | ------------------ | ---------------- | ---------------- |
| 1.               | Jasper Philipsen | Alpecin-Deceuninck | 377 point        |                  |
| 2.               | Mads Pedersen    | Lidl-Trek          | 258 point        |                  |
| 3.               | Bryan Coquard    | Cofidis            | 203 point        |                  |
| 4.               | Tadej Pogačar    | UAE Team Emirates  | 186 point        |                  |
| 5.               | Jonas Vingegaard | Jumbo-Visma        | 128 point        |                  |
| 6.               | Kasper Asgreen   | Soudal Quick-Step  | 125 point        |                  |
| 7.               | Jordi Meeus      | Bora-Hansgrohe     | 123 point        |                  |
| 8.               | Matej Mohorič    | Bahrain Victorious | 106 point        |                  |
| 9.               | Pello Bilbao     | Bahrain Victorious | 103 point        |                  |
| 10.              | Simon Yates      | Team Jayco AlUla   | 95 point         |                  |

### Bjergkonkurrencen
| Bjergkonkurrence | Bjergkonkurrence           | Bjergkonkurrence       | Bjergkonkurrence | Bjergkonkurrence |
| Rytter           | Rytter                     | Hold                   | Point            |                  |
| ---------------- | -------------------------- | ---------------------- | ---------------- | ---------------- |
| 1.               | Giulio Ciccone             | Lidl-Trek              | 106 point        |                  |
| 2.               | Felix Gall                 | AG2R Citroën Team      | 92 point         |                  |
| 3.               | Jonas Vingegaard           | Jumbo-Visma            | 89 point         |                  |
| 4.               | Neilson Powless            | EF Education-EasyPost  | 58 point         |                  |
| 5.               | Tadej Pogačar              | UAE Team Emirates      | 55 point         |                  |
| 6.               | Simon Yates                | Team Jayco AlUla       | 44 point         |                  |
| 7.               | Tobias Halland Johannessen | Uno-X Pro Cycling Team | 38 point         |                  |
| 8.               | Jai Hindley                | Bora-Hansgrohe         | 31 point         |                  |
| 9.               | Michał Kwiatkowski         | Ineos Grenadiers       | 30 point         |                  |
| 10.              | Mattias Skjelmose          | Lidl-Trek              | 29 point         |                  |

### Ungdomskonkurrencen
| Ungdomskonkurrence | Ungdomskonkurrence         | Ungdomskonkurrence     | Ungdomskonkurrence | Ungdomskonkurrence |
| Rytter             | Rytter                     | Hold                   | Tid                |                    |
| ------------------ | -------------------------- | ---------------------- | ------------------ | ------------------ |
| 1.                 | Tadej Pogačar              | UAE Team Emirates      | 82t 13' 11"        |                    |
| 2.                 | Carlos Rodríguez           | Ineos Grenadiers       | + 5' 48"           |                    |
| 3.                 | Felix Gall                 | AG2R Citroën Team      | + 8' 40"           |                    |
| 4.                 | Tom Pidcock                | Ineos Grenadiers       | + 40' 23"          |                    |
| 5.                 | Mattias Skjelmose          | Lidl-Trek              | + 2t 07' 58"       |                    |
| 6.                 | Tobias Halland Johannessen | Uno-X Pro Cycling Team | + 2t 08' 04"       |                    |
| 7.                 | Mathieu Burgaudeau         | TotalEnergies          | + 2t 13' 44"       |                    |
| 8.                 | Clément Champoussin        | Arkéa-Samsic           | + 2t 50' 38"       |                    |
| 9.                 | Matthew Dinham             | Team DSM-Firmenich     | + 3t 06' 03"       |                    |
| 10.                | Maxim Van Gils             | Lotto Dstny            | + 3t 10' 20"       |                    |

### Holdkonkurrencen
| Holdkonkurrence | Holdkonkurrence     | Holdkonkurrence | Holdkonkurrence |
| Hold            | Hold                | Tid             |                 |
| --------------- | ------------------- | --------------- | --------------- |
| 1.              | Jumbo-Visma         | 247t 19' 41"    |                 |
| 2.              | UAE Team Emirates   | + 13' 49"       |                 |
| 3.              | Bahrain Victorious  | + 27' 38"       |                 |
| 4.              | Ineos Grenadiers    | + 28' 37"       |                 |
| 5.              | Groupama-FDJ        | + 57' 20"       |                 |
| 6.              | AG2R Citroën Team   | + 1t 51' 00"    |                 |
| 7.              | Bora-Hansgrohe      | + 2t 05' 08"    |                 |
| 8.              | Team Jayco AlUla    | + 3t 21' 33"    |                 |
| 9.              | Israel-Premier Tech | + 4t 33' 49"    |                 |
| 10.             | Movistar Team       | + 4t 37' 33"    |                 |

## Hold og ryttere
| UCI WorldTeams (18)- AG2R Citroën Team - Alpecin-Deceuninck - Arkéa-Samsic - Astana Qazaqstan Team - Bahrain Victorious - Bora-Hansgrohe - Team Jayco AlUla - Cofidis - Team DSM-Firmenich - EF Education-EasyPost - Groupama-FDJ - Ineos Grenadiers - Intermarché-Circus-Wanty - Jumbo-Visma - Movistar Team - Soudal Quick-Step - Lidl-Trek - UAE Team Emirates UCI ProTeams (4)- Israel-Premier Tech - Lotto Dstny - TotalEnergies - Uno-X Pro Cycling Team |
| |

### Nationalitet og antal på ryttere
| #     | Nationalitet   | Ved start | Ved afslutning | Etapesejre                        |
| ----- | -------------- | --------- | -------------- | --------------------------------- |
| 1     | Frankrig       | 32        | 28             | 1 (Lafay)                         |
| 2     | Belgien        | 21        | 19             | 5 (Philipsen (4), Meeus)          |
| 3     | Holland        | 14        | 12             | 1 (Poels)                         |
| 4     | Spanien        | 14        | 10             | 3 (Bilbao, Izagirre, Rodríguez)   |
| 5     | Australien     | 12        | 11             | 1 (Hindley)                       |
| 6     | Danmark        | 11        | 11             | 3 (Pedersen, Vingegaard, Asgreen) |
| 7     | Norge          | 8         | 8              |                                   |
| 8     | Storbritannien | 7         | 4              | 1 (A. Yates)                      |
| 9     | Italien        | 7         | 6              |                                   |
| 10    | Tyskland       | 7         | 5              |                                   |
| 11    | Østrig         | 6         | 6              | 1 (Gall)                          |
| 12    | USA            | 6         | 4              |                                   |
| 13    | Colombia       | 5         | 3              |                                   |
| 14    | Luxembourg     | 3         | 3              |                                   |
| 15    | Portugal       | 3         | 2              |                                   |
| 16    | Canada         | 3         | 3              | 1 (Woods)                         |
| 17    | Slovenien      | 3         | 3              | 3 (Pogačar (2), Mohorič)          |
| 18    | Kasakhstan     | 2         | 2              |                                   |
| 19    | Schweiz        | 2         | 2              |                                   |
| 20    | New Zealand    | 2         | 2              |                                   |
| 21    | Polen          | 2         | 2              | 1 (Kwiatkowski)                   |
| 22    | Slovakiet      | 1         | 1              |                                   |
| 23    | Ecuador        | 1         | 0              |                                   |
| 24    | Letland        | 1         | 1              |                                   |
| 25    | Sydafrika      | 1         | 0              |                                   |
| 26    | Costa Rica     | 1         | 1              |                                   |
| 27    | Eritrea        | 1         | 1              |                                   |
| Total | Total          | 176       | 150            | 21                                |

### Danske ryttere
| Danske ryttere på startlisten |                         |                        |           |
| Rygnummer                     | Rytter                  | Hold                   | Placering |
| 1                             | Jonas Vingegaard        | Team Jumbo-Visma       | 1         |
| 12                            | Mikkel Bjerg            | UAE Team Emirates      | 123       |
| 45                            | Magnus Cort             | EF Education-EasyPost  | 96        |
| 52                            | Kasper Asgreen          | Soudal Quick-Step      | 87        |
| 58                            | Michael Mørkøv          | Soudal Quick-Step      | 150       |
| 83                            | Mattias Skjelmose       | Lidl-Trek              | 29        |
| 86                            | Mads Pedersen           | Lidl-Trek              | 105       |
| 105                           | Søren Kragh Andersen    | Alpecin-Deceuninck     | 122       |
| 166                           | Christopher Juul-Jensen | Team Jayco AlUla       | 117       |
| 203                           | Anthon Charmig          | Uno-X Pro Cycling Team | 99        |
| 208                           | Jonas Gregaard          | Uno-X Pro Cycling Team | 43        |

* DNF = gennemførte ikke

### Startliste
| Jumbo-Visma TJV                                  | Jumbo-Visma TJV                   | Jumbo-Visma TJV |
| ------------------------------------------------ | --------------------------------- | --------------- |
| Nr.                                              | Rytter                            | Placering       |
| 1                                                | Jonas Vingegaard (DEN)            | 1.              |
| 2                                                | Tiesj Benoot (BEL)                | 24.             |
| 3                                                | Wilco Kelderman (NED)             | 18.             |
| 4                                                | Sepp Kuss (USA)                   | 12.             |
| 5                                                | Christophe Laporte (FRA)          | 80.             |
| 6                                                | Wout van Aert (BEL) (enkeltstart) | DNS-18          |
| 7                                                | Dylan van Baarle (NED) (landevej) | 42.             |
| 8                                                | Nathan Van Hooydonck (BEL)        | 93.             |
| Sportsdirektør: Frans Maassen, Arthur Van Dongen |                                   |                 |

| UAE Team Emirates UAD                              | UAE Team Emirates UAD                         | UAE Team Emirates UAD |
| -------------------------------------------------- | --------------------------------------------- | --------------------- |
| Nr.                                                | Rytter                                        | Placering             |
| 11                                                 | Tadej Pogačar (SLO) (landevej og enkeltstart) | 2.                    |
| 12                                                 | Mikkel Norsgaard Bjerg (DEN)                  | 123.                  |
| 14                                                 | Felix Großschartner (AUT)                     | 23.                   |
| 15                                                 | Vegard Stake Laengen (NOR)                    | 102.                  |
| 16                                                 | Rafał Majka (POL)                             | 14.                   |
| 17                                                 | Marc Soler (ESP)                              | 56.                   |
| 18                                                 | Matteo Trentin (ITA)                          | 107.                  |
| 19                                                 | Adam Yates (GBR)                              | 3.                    |
| Sportsdirektør: Andrej Hauptman, Simone Pedrazzini |                                               |                       |

| Ineos Grenadiers IGD                          | Ineos Grenadiers IGD                     | Ineos Grenadiers IGD |
| --------------------------------------------- | ---------------------------------------- | -------------------- |
| Nr.                                           | Rytter                                   | Placering            |
| 21                                            | Egan Bernal (COL)                        | 36.                  |
| 22                                            | Jonathan Castroviejo (ESP) (enkeltstart) | 15.                  |
| 23                                            | Omar Fraile (ESP)                        | 60.                  |
| 24                                            | Michał Kwiatkowski (POL) (enkeltstart)   | 49.                  |
| 25                                            | Daniel Martínez (COL)                    | DNS-15               |
| 26                                            | Tom Pidcock (GBR)                        | 13.                  |
| 27                                            | Carlos Rodríguez (ESP)                   | 5.                   |
| 28                                            | Ben Turner (GBR)                         | DNF-13               |
| Sportsdirektør: Steve Cummings, Xabier Zandio |                                          |                      |

| Groupama-FDJ GFC                                 | Groupama-FDJ GFC                  | Groupama-FDJ GFC |
| ------------------------------------------------ | --------------------------------- | ---------------- |
| Nr.                                              | Rytter                            | Placering        |
| 31                                               | David Gaudu (FRA)                 | 9.               |
| 32                                               | Kevin Geniets (LUX)               | 41.              |
| 33                                               | Stefan Küng (SUI)                 | 54.              |
| 34                                               | Olivier Le Gac (FRA)              | 131.             |
| 35                                               | Valentin Madouas (FRA) (landevej) | 20.              |
| 36                                               | Quentin Pacher (FRA)              | 63.              |
| 37                                               | Thibaut Pinot (FRA)               | 11.              |
| 38                                               | Lars van den Berg (NED)           | 70.              |
| Sportsdirektør: Philippe Mauduit, Sébastien Joly |                                   |                  |

| EF Education-EasyPost EFE                       | EF Education-EasyPost EFE        | EF Education-EasyPost EFE |
| ----------------------------------------------- | -------------------------------- | ------------------------- |
| Nr.                                             | Rytter                           | Placering                 |
| 41                                              | Richard Carapaz (ECU) (landevej) | DNS-2                     |
| 42                                              | Andrey Amador (CRC)              | 110.                      |
| 43                                              | Alberto Bettiol (ITA)            | 83.                       |
| 44                                              | Esteban Chaves (COL) (landevej)  | DNF-14                    |
| 45                                              | Magnus Cort (DEN)                | 96.                       |
| 46                                              | Neilson Powless (USA)            | 66.                       |
| 47                                              | James Shaw (GBR)                 | DNF-14                    |
| 48                                              | Rigoberto Urán (COL)             | 71.                       |
| Sportsdirektør: Juan Manuel Gárate, Tom Southam |                                  |                           |

| Soudal Quick-Step SOQ                        | Soudal Quick-Step SOQ              | Soudal Quick-Step SOQ |
| -------------------------------------------- | ---------------------------------- | --------------------- |
| Nr.                                          | Rytter                             | Placering             |
| 51                                           | Julian Alaphilippe (FRA)           | 33.                   |
| 52                                           | Kasper Asgreen (DEN) (enkeltstart) | 87.                   |
| 53                                           | Rémi Cavagna (FRA) (enkeltstart)   | 106.                  |
| 54                                           | Tim Declercq (BEL)                 | 118.                  |
| 55                                           | Dries Devenyns (BEL)               | 119.                  |
| 56                                           | Fabio Jakobsen (NED) (landevej)    | DNS-12                |
| 57                                           | Yves Lampaert (BEL)                | 104.                  |
| 58                                           | Michael Mørkøv (DEN)               | 150.                  |
| Sportsdirektør: Wilfried Peeters, Tom Steels |                                    |                       |

| Bahrain Victorious TBV                            | Bahrain Victorious TBV       | Bahrain Victorious TBV |
| ------------------------------------------------- | ---------------------------- | ---------------------- |
| Nr.                                               | Rytter                       | Placering              |
| 62                                                | Mikel Landa (ESP)            | 19.                    |
| 63                                                | Nikias Arndt (GER)           | 121.                   |
| 64                                                | Phil Bauhaus (GER)           | DNF-17                 |
| 65                                                | Pello Bilbao (ESP)           | 6.                     |
| 66                                                | Jack Haig (AUS)              | 28.                    |
| 67                                                | Matej Mohorič (SLO)          | 72.                    |
| 68                                                | Wout Poels (NED)             | 27.                    |
| 69                                                | Fred Wright (GBR) (landevej) | 92.                    |
| Sportsdirektør: Gorazd Štangelj, Xavier Florencio |                              |                        |

| Bora-Hansgrohe BOH                          | Bora-Hansgrohe BOH                | Bora-Hansgrohe BOH |
| ------------------------------------------- | --------------------------------- | ------------------ |
| Nr.                                         | Rytter                            | Placering          |
| 71                                          | Jai Hindley (AUS)                 | 7.                 |
| 72                                          | Emanuel Buchmann (GER) (landevej) | 21.                |
| 73                                          | Marco Haller (AUT)                | 78.                |
| 74                                          | Bob Jungels (LUX)                 | 26.                |
| 75                                          | Patrick Konrad (AUT)              | 82.                |
| 76                                          | Jordi Meeus (BEL)                 | 139.               |
| 77                                          | Nils Politt (GER) (enkeltstart)   | 62.                |
| 78                                          | Danny van Poppel (NED)            | 116.               |
| Sportsdirektør: Rolf Aldag, Christian Pömer |                                   |                    |

| Lidl-Trek LTK                                 | Lidl-Trek LTK                               | Lidl-Trek LTK |
| --------------------------------------------- | ------------------------------------------- | ------------- |
| Nr.                                           | Rytter                                      | Placering     |
| 81                                            | Giulio Ciccone (ITA)                        | 32.           |
| 82                                            | Tony Gallopin (FRA)                         | 86.           |
| 83                                            | Mattias Skjelmose (DEN) (landevej)          | 29.           |
| 84                                            | Alex Kirsch (LUX) (landevej og enkeltstart) | 115.          |
| 85                                            | Juan Pedro López (ESP)                      | 74.           |
| 86                                            | Mads Pedersen (DEN)                         | 105.          |
| 87                                            | Quinn Simmons (USA) (landevej)              | DNS-9         |
| 88                                            | Jasper Stuyven (BEL)                        | 79.           |
| Sportsdirektør: Steven de Jongh, Kim Andersen |                                             |               |

| AG2R Citroën Team ACT                         | AG2R Citroën Team ACT        | AG2R Citroën Team ACT |
| --------------------------------------------- | ---------------------------- | --------------------- |
| Nr.                                           | Rytter                       | Placering             |
| 91                                            | Ben O'Connor (AUS)           | 17.                   |
| 92                                            | Clément Berthet (FRA)        | 25.                   |
| 93                                            | Benoît Cosnefroy (FRA)       | 101.                  |
| 94                                            | Stan Dewulf (BEL)            | 81.                   |
| 95                                            | Felix Gall (AUT)             | 8.                    |
| 96                                            | Oliver Naesen (BEL)          | 76.                   |
| 97                                            | Aurélien Paret-Peintre (FRA) | 55.                   |
| 98                                            | Nans Peters (FRA)            | 73.                   |
| Sportsdirektør: Julien Jurdie, Nicolas Guillé |                              |                       |

| Alpecin-Deceuninck ADC                           | Alpecin-Deceuninck ADC     | Alpecin-Deceuninck ADC |
| ------------------------------------------------ | -------------------------- | ---------------------- |
| Nr.                                              | Rytter                     | Placering              |
| 101                                              | Mathieu van der Poel (NED) | 57.                    |
| 102                                              | Silvan Dillier (SUI)       | 129.                   |
| 103                                              | Michael Gogl (AUT)         | 133.                   |
| 104                                              | Quinten Hermans (BEL)      | 113.                   |
| 105                                              | Søren Kragh Andersen (DEN) | 122.                   |
| 106                                              | Jasper Philipsen (BEL)     | 97.                    |
| 107                                              | Jonas Rickaert (BEL)       | 114.                   |
| 108                                              | Ramon Sinkeldam (NED)      | DNF-14                 |
| Sportsdirektør: Christoph Roodhooft, Bart Leysen |                            |                        |

| Intermarché-Circus-Wanty ICW                    | Intermarché-Circus-Wanty ICW | Intermarché-Circus-Wanty ICW |
| ----------------------------------------------- | ---------------------------- | ---------------------------- |
| Nr.                                             | Rytter                       | Placering                    |
| 111                                             | Biniam Girmay (ERI)          | 125.                         |
| 112                                             | Lilian Calmejane (FRA)       | 77.                          |
| 113                                             | Rui Costa (POR)              | 67.                          |
| 114                                             | Louis Meintjes (RSA)         | DNF-14                       |
| 115                                             | Adrien Petit (FRA)           | 143.                         |
| 116                                             | Dion Smith (NZL)             | 111.                         |
| 117                                             | Mike Teunissen (NED)         | 103.                         |
| 118                                             | Georg Zimmermann (GER)       | 47.                          |
| Sportsdirektør: Steven De Neef, Laurenzo Lapage |                              |                              |

| Cofidis COF                                           | Cofidis COF            | Cofidis COF |
| ----------------------------------------------------- | ---------------------- | ----------- |
| Nr.                                                   | Rytter                 | Placering   |
| 121                                                   | Guillaume Martin (FRA) | 10.         |
| 122                                                   | Bryan Coquard (FRA)    | 98.         |
| 123                                                   | Simon Geschke (GER)    | DNF-18      |
| 124                                                   | Jon Izagirre (ESP)     | 45.         |
| 125                                                   | Victor Lafay (FRA)     | DNF-20      |
| 126                                                   | Anthony Perez (FRA)    | DNS-18      |
| 127                                                   | Alexis Renard (FRA)    | DNS-17      |
| 128                                                   | Axel Zingle (FRA)      | 142.        |
| Sportsdirektør: Bingen Fernández, Gorka Gerrikagoitia |                        |             |

| Movistar Team MOV                                  | Movistar Team MOV                  | Movistar Team MOV |
| -------------------------------------------------- | ---------------------------------- | ----------------- |
| Nr.                                                | Rytter                             | Placering         |
| 131                                                | Enric Mas (ESP)                    | DNF-1             |
| 132                                                | Ruben Guerreiro (POR)              | DNF-14            |
| 133                                                | Alex Aranburu (ESP)                | 52.               |
| 134                                                | Gorka Izagirre (ESP)               | 37.               |
| 135                                                | Matteo Jorgenson (USA)             | DNS-16            |
| 136                                                | Gregor Mühlberger (AUT) (landevej) | 44.               |
| 137                                                | Nelson Oliveira (POR)              | 53.               |
| 138                                                | Antonio Pedrero (ESP)              | DNF-14            |
| Sportsdirektør: Yvon Ledanois, José Vicente García |                                    |                   |

| Team DSM-Firmenich DSM                                | Team DSM-Firmenich DSM    | Team DSM-Firmenich DSM |
| ----------------------------------------------------- | ------------------------- | ---------------------- |
| Nr.                                                   | Rytter                    | Placering              |
| 141                                                   | Romain Bardet (FRA)       | DNF-14                 |
| 142                                                   | John Degenkolb (GER)      | 145.                   |
| 143                                                   | Matthew Dinham (AUS)      | 58.                    |
| 144                                                   | Alexander Edmondson (AUS) | 146.                   |
| 145                                                   | Nils Eekhoff (NED)        | 138.                   |
| 146                                                   | Chris Hamilton (AUS)      | 46.                    |
| 147                                                   | Kevin Vermaerke (USA)     | 61.                    |
| 148                                                   | Sam Welsford (AUS)        | 144.                   |
| Sportsdirektør: Matthew Winston, Christian Guiberteau |                           |                        |

| Israel-Premier Tech IPT                    | Israel-Premier Tech IPT | Israel-Premier Tech IPT |
| ------------------------------------------ | ----------------------- | ----------------------- |
| Nr.                                        | Rytter                  | Placering               |
| 151                                        | Michael Woods (CAN)     | 48.                     |
| 152                                        | Guillaume Boivin (CAN)  | 126.                    |
| 153                                        | Simon Clarke (AUS)      | 109.                    |
| 154                                        | Hugo Houle (CAN)        | 38.                     |
| 155                                        | Krists Neilands (LAT)   | 50.                     |
| 156                                        | Nick Schultz (AUS)      | 39.                     |
| 157                                        | Corbin Strong (NZL)     | 90.                     |
| 158                                        | Dylan Teuns (BEL)       | 35.                     |
| Sportsdirektør: Rik Verbrugghe, Dirk Demol |                         |                         |

| Team Jayco AlUla JAY                         | Team Jayco AlUla JAY          | Team Jayco AlUla JAY |
| -------------------------------------------- | ----------------------------- | -------------------- |
| Nr.                                          | Rytter                        | Placering            |
| 161                                          | Simon Yates (GBR)             | 4.                   |
| 162                                          | Lawson Craddock (USA)         | 84.                  |
| 163                                          | Luke Durbridge (AUS)          | 130.                 |
| 164                                          | Dylan Groenewegen (NED)       | 137.                 |
| 165                                          | Chris Harper (AUS)            | 16.                  |
| 166                                          | Christopher Juul-Jensen (DEN) | 117.                 |
| 167                                          | Luka Mezgec (SLO)             | 112.                 |
| 168                                          | Elmar Reinders (NED)          | 141.                 |
| Sportsdirektør: Mathew Hayman, Matthew White |                               |                      |

| Arkéa-Samsic ARK                                 | Arkéa-Samsic ARK          | Arkéa-Samsic ARK |
| ------------------------------------------------ | ------------------------- | ---------------- |
| Nr.                                              | Rytter                    | Placering        |
| 171                                              | Warren Barguil (FRA)      | 22.              |
| 172                                              | Jenthe Biermans (BEL)     | 128.             |
| 173                                              | Clément Champoussin (FRA) | 51.              |
| 174                                              | Anthony Delaplace (FRA)   | 68.              |
| 175                                              | Simon Guglielmi (FRA)     | 69.              |
| 176                                              | Matis Louvel (FRA)        | 65.              |
| 177                                              | Luca Mozzato (ITA)        | 132.             |
| 178                                              | Laurent Pichon (FRA)      | 124.             |
| Sportsdirektør: Arnaud Gérard, Sébastien Hinault |                           |                  |

| Lotto Dstny LTD                           | Lotto Dstny LTD          | Lotto Dstny LTD |
| ----------------------------------------- | ------------------------ | --------------- |
| Nr.                                       | Rytter                   | Placering       |
| 181                                       | Caleb Ewan (AUS)         | DNF-13          |
| 182                                       | Victor Campenaerts (BEL) | 64.             |
| 183                                       | Jasper De Buyst (BEL)    | 136.            |
| 184                                       | Pascal Eenkhoorn (NED)   | 91.             |
| 185                                       | Frederik Frison (BEL)    | 147.            |
| 186                                       | Jacopo Guarnieri (ITA)   | DNS-5           |
| 187                                       | Maxim Van Gils (BEL)     | 59.             |
| 188                                       | Florian Vermeersch (BEL) | 120.            |
| Sportsdirektør: Mario Aerts, Marc Wauters |                          |                 |

| Astana Qazaqstan Team AST                         | Astana Qazaqstan Team AST                        | Astana Qazaqstan Team AST |
| ------------------------------------------------- | ------------------------------------------------ | ------------------------- |
| Nr.                                               | Rytter                                           | Placering                 |
| 191                                               | Mark Cavendish (GBR)                             | DNF-8                     |
| 192                                               | Cees Bol (NED)                                   | 149.                      |
| 193                                               | David de la Cruz (ESP)                           | DNF-12                    |
| 194                                               | Jevgenij Fedorov (KAZ)                           | 148.                      |
| 195                                               | Aleksej Lutsenko (KAZ) (landevej og enkeltstart) | 40.                       |
| 196                                               | Gianni Moscon (ITA)                              | 135.                      |
| 197                                               | Luis León Sánchez (ESP)                          | DNS-5                     |
| 198                                               | Harold Tejada (COL)                              | 34.                       |
| Sportsdirektør: Aleksandr Sjefer, Dmitrij Fofonov |                                                  |                           |

| Uno-X Pro Cycling Team UXT                      | Uno-X Pro Cycling Team UXT            | Uno-X Pro Cycling Team UXT |
| ----------------------------------------------- | ------------------------------------- | -------------------------- |
| Nr.                                             | Rytter                                | Placering                  |
| 201                                             | Alexander Kristoff (NOR)              | 134.                       |
| 202                                             | Jonas Abrahamsen (NOR)                | 85.                        |
| 203                                             | Anthon Charmig (DEN)                  | 99.                        |
| 204                                             | Tobias Halland Johannessen (NOR)      | 30.                        |
| 205                                             | Rasmus Tiller (NOR)                   | 108.                       |
| 206                                             | Torstein Træen (NOR)                  | 95.                        |
| 207                                             | Søren Wærenskjold (NOR) (enkeltstart) | 140.                       |
| 208                                             | Jonas Gregaard (DEN)                  | 43.                        |
| Sportsdirektør: Gabriel Rasch, Stig Kristiansen |                                       |                            |

| TotalEnergies TEN                              | TotalEnergies TEN          | TotalEnergies TEN |
| ---------------------------------------------- | -------------------------- | ----------------- |
| Nr.                                            | Rytter                     | Placering         |
| 211                                            | Peter Sagan (SVK)          | 127.              |
| 212                                            | Edvald Boasson Hagen (NOR) | 100.              |
| 213                                            | Mathieu Burgaudeau (FRA)   | 31.               |
| 214                                            | Steff Cras (BEL)           | DNF-8             |
| 215                                            | Valentin Ferron (FRA)      | 89.               |
| 216                                            | Pierre Latour (FRA)        | 75.               |
| 217                                            | Daniel Oss (ITA)           | 88.               |
| 218                                            | Anthony Turgis (FRA)       | 94.               |
| Sportsdirektør: Benoît Génauzeau, Thibaut Macé |                            |                   |

| Jumbo-Visma TJV                                  | Jumbo-Visma TJV                   | Jumbo-Visma TJV |
| ------------------------------------------------ | --------------------------------- | --------------- |
| Nr.                                              | Rytter                            | Placering       |
| 1                                                | Jonas Vingegaard (DEN)            | 1.              |
| 2                                                | Tiesj Benoot (BEL)                | 24.             |
| 3                                                | Wilco Kelderman (NED)             | 18.             |
| 4                                                | Sepp Kuss (USA)                   | 12.             |
| 5                                                | Christophe Laporte (FRA)          | 80.             |
| 6                                                | Wout van Aert (BEL) (enkeltstart) | DNS-18          |
| 7                                                | Dylan van Baarle (NED) (landevej) | 42.             |
| 8                                                | Nathan Van Hooydonck (BEL)        | 93.             |
| Sportsdirektør: Frans Maassen, Arthur Van Dongen |                                   |                 |

| UAE Team Emirates UAD                              | UAE Team Emirates UAD                         | UAE Team Emirates UAD |
| -------------------------------------------------- | --------------------------------------------- | --------------------- |
| Nr.                                                | Rytter                                        | Placering             |
| 11                                                 | Tadej Pogačar (SLO) (landevej og enkeltstart) | 2.                    |
| 12                                                 | Mikkel Norsgaard Bjerg (DEN)                  | 123.                  |
| 14                                                 | Felix Großschartner (AUT)                     | 23.                   |
| 15                                                 | Vegard Stake Laengen (NOR)                    | 102.                  |
| 16                                                 | Rafał Majka (POL)                             | 14.                   |
| 17                                                 | Marc Soler (ESP)                              | 56.                   |
| 18                                                 | Matteo Trentin (ITA)                          | 107.                  |
| 19                                                 | Adam Yates (GBR)                              | 3.                    |
| Sportsdirektør: Andrej Hauptman, Simone Pedrazzini |                                               |                       |

| Ineos Grenadiers IGD                          | Ineos Grenadiers IGD                     | Ineos Grenadiers IGD |
| --------------------------------------------- | ---------------------------------------- | -------------------- |
| Nr.                                           | Rytter                                   | Placering            |
| 21                                            | Egan Bernal (COL)                        | 36.                  |
| 22                                            | Jonathan Castroviejo (ESP) (enkeltstart) | 15.                  |
| 23                                            | Omar Fraile (ESP)                        | 60.                  |
| 24                                            | Michał Kwiatkowski (POL) (enkeltstart)   | 49.                  |
| 25                                            | Daniel Martínez (COL)                    | DNS-15               |
| 26                                            | Tom Pidcock (GBR)                        | 13.                  |
| 27                                            | Carlos Rodríguez (ESP)                   | 5.                   |
| 28                                            | Ben Turner (GBR)                         | DNF-13               |
| Sportsdirektør: Steve Cummings, Xabier Zandio |                                          |                      |

| Groupama-FDJ GFC                                 | Groupama-FDJ GFC                  | Groupama-FDJ GFC |
| ------------------------------------------------ | --------------------------------- | ---------------- |
| Nr.                                              | Rytter                            | Placering        |
| 31                                               | David Gaudu (FRA)                 | 9.               |
| 32                                               | Kevin Geniets (LUX)               | 41.              |
| 33                                               | Stefan Küng (SUI)                 | 54.              |
| 34                                               | Olivier Le Gac (FRA)              | 131.             |
| 35                                               | Valentin Madouas (FRA) (landevej) | 20.              |
| 36                                               | Quentin Pacher (FRA)              | 63.              |
| 37                                               | Thibaut Pinot (FRA)               | 11.              |
| 38                                               | Lars van den Berg (NED)           | 70.              |
| Sportsdirektør: Philippe Mauduit, Sébastien Joly |                                   |                  |

| EF Education-EasyPost EFE                       | EF Education-EasyPost EFE        | EF Education-EasyPost EFE |
| ----------------------------------------------- | -------------------------------- | ------------------------- |
| Nr.                                             | Rytter                           | Placering                 |
| 41                                              | Richard Carapaz (ECU) (landevej) | DNS-2                     |
| 42                                              | Andrey Amador (CRC)              | 110.                      |
| 43                                              | Alberto Bettiol (ITA)            | 83.                       |
| 44                                              | Esteban Chaves (COL) (landevej)  | DNF-14                    |
| 45                                              | Magnus Cort (DEN)                | 96.                       |
| 46                                              | Neilson Powless (USA)            | 66.                       |
| 47                                              | James Shaw (GBR)                 | DNF-14                    |
| 48                                              | Rigoberto Urán (COL)             | 71.                       |
| Sportsdirektør: Juan Manuel Gárate, Tom Southam |                                  |                           |

| Soudal Quick-Step SOQ                        | Soudal Quick-Step SOQ              | Soudal Quick-Step SOQ |
| -------------------------------------------- | ---------------------------------- | --------------------- |
| Nr.                                          | Rytter                             | Placering             |
| 51                                           | Julian Alaphilippe (FRA)           | 33.                   |
| 52                                           | Kasper Asgreen (DEN) (enkeltstart) | 87.                   |
| 53                                           | Rémi Cavagna (FRA) (enkeltstart)   | 106.                  |
| 54                                           | Tim Declercq (BEL)                 | 118.                  |
| 55                                           | Dries Devenyns (BEL)               | 119.                  |
| 56                                           | Fabio Jakobsen (NED) (landevej)    | DNS-12                |
| 57                                           | Yves Lampaert (BEL)                | 104.                  |
| 58                                           | Michael Mørkøv (DEN)               | 150.                  |
| Sportsdirektør: Wilfried Peeters, Tom Steels |                                    |                       |

| Bahrain Victorious TBV                            | Bahrain Victorious TBV       | Bahrain Victorious TBV |
| ------------------------------------------------- | ---------------------------- | ---------------------- |
| Nr.                                               | Rytter                       | Placering              |
| 62                                                | Mikel Landa (ESP)            | 19.                    |
| 63                                                | Nikias Arndt (GER)           | 121.                   |
| 64                                                | Phil Bauhaus (GER)           | DNF-17                 |
| 65                                                | Pello Bilbao (ESP)           | 6.                     |
| 66                                                | Jack Haig (AUS)              | 28.                    |
| 67                                                | Matej Mohorič (SLO)          | 72.                    |
| 68                                                | Wout Poels (NED)             | 27.                    |
| 69                                                | Fred Wright (GBR) (landevej) | 92.                    |
| Sportsdirektør: Gorazd Štangelj, Xavier Florencio |                              |                        |

| Bora-Hansgrohe BOH                          | Bora-Hansgrohe BOH                | Bora-Hansgrohe BOH |
| ------------------------------------------- | --------------------------------- | ------------------ |
| Nr.                                         | Rytter                            | Placering          |
| 71                                          | Jai Hindley (AUS)                 | 7.                 |
| 72                                          | Emanuel Buchmann (GER) (landevej) | 21.                |
| 73                                          | Marco Haller (AUT)                | 78.                |
| 74                                          | Bob Jungels (LUX)                 | 26.                |
| 75                                          | Patrick Konrad (AUT)              | 82.                |
| 76                                          | Jordi Meeus (BEL)                 | 139.               |
| 77                                          | Nils Politt (GER) (enkeltstart)   | 62.                |
| 78                                          | Danny van Poppel (NED)            | 116.               |
| Sportsdirektør: Rolf Aldag, Christian Pömer |                                   |                    |

| Lidl-Trek LTK                                 | Lidl-Trek LTK                               | Lidl-Trek LTK |
| --------------------------------------------- | ------------------------------------------- | ------------- |
| Nr.                                           | Rytter                                      | Placering     |
| 81                                            | Giulio Ciccone (ITA)                        | 32.           |
| 82                                            | Tony Gallopin (FRA)                         | 86.           |
| 83                                            | Mattias Skjelmose (DEN) (landevej)          | 29.           |
| 84                                            | Alex Kirsch (LUX) (landevej og enkeltstart) | 115.          |
| 85                                            | Juan Pedro López (ESP)                      | 74.           |
| 86                                            | Mads Pedersen (DEN)                         | 105.          |
| 87                                            | Quinn Simmons (USA) (landevej)              | DNS-9         |
| 88                                            | Jasper Stuyven (BEL)                        | 79.           |
| Sportsdirektør: Steven de Jongh, Kim Andersen |                                             |               |

| AG2R Citroën Team ACT                         | AG2R Citroën Team ACT        | AG2R Citroën Team ACT |
| --------------------------------------------- | ---------------------------- | --------------------- |
| Nr.                                           | Rytter                       | Placering             |
| 91                                            | Ben O'Connor (AUS)           | 17.                   |
| 92                                            | Clément Berthet (FRA)        | 25.                   |
| 93                                            | Benoît Cosnefroy (FRA)       | 101.                  |
| 94                                            | Stan Dewulf (BEL)            | 81.                   |
| 95                                            | Felix Gall (AUT)             | 8.                    |
| 96                                            | Oliver Naesen (BEL)          | 76.                   |
| 97                                            | Aurélien Paret-Peintre (FRA) | 55.                   |
| 98                                            | Nans Peters (FRA)            | 73.                   |
| Sportsdirektør: Julien Jurdie, Nicolas Guillé |                              |                       |

| Alpecin-Deceuninck ADC                           | Alpecin-Deceuninck ADC     | Alpecin-Deceuninck ADC |
| ------------------------------------------------ | -------------------------- | ---------------------- |
| Nr.                                              | Rytter                     | Placering              |
| 101                                              | Mathieu van der Poel (NED) | 57.                    |
| 102                                              | Silvan Dillier (SUI)       | 129.                   |
| 103                                              | Michael Gogl (AUT)         | 133.                   |
| 104                                              | Quinten Hermans (BEL)      | 113.                   |
| 105                                              | Søren Kragh Andersen (DEN) | 122.                   |
| 106                                              | Jasper Philipsen (BEL)     | 97.                    |
| 107                                              | Jonas Rickaert (BEL)       | 114.                   |
| 108                                              | Ramon Sinkeldam (NED)      | DNF-14                 |
| Sportsdirektør: Christoph Roodhooft, Bart Leysen |                            |                        |

| Intermarché-Circus-Wanty ICW                    | Intermarché-Circus-Wanty ICW | Intermarché-Circus-Wanty ICW |
| ----------------------------------------------- | ---------------------------- | ---------------------------- |
| Nr.                                             | Rytter                       | Placering                    |
| 111                                             | Biniam Girmay (ERI)          | 125.                         |
| 112                                             | Lilian Calmejane (FRA)       | 77.                          |
| 113                                             | Rui Costa (POR)              | 67.                          |
| 114                                             | Louis Meintjes (RSA)         | DNF-14                       |
| 115                                             | Adrien Petit (FRA)           | 143.                         |
| 116                                             | Dion Smith (NZL)             | 111.                         |
| 117                                             | Mike Teunissen (NED)         | 103.                         |
| 118                                             | Georg Zimmermann (GER)       | 47.                          |
| Sportsdirektør: Steven De Neef, Laurenzo Lapage |                              |                              |

| Cofidis COF                                           | Cofidis COF            | Cofidis COF |
| ----------------------------------------------------- | ---------------------- | ----------- |
| Nr.                                                   | Rytter                 | Placering   |
| 121                                                   | Guillaume Martin (FRA) | 10.         |
| 122                                                   | Bryan Coquard (FRA)    | 98.         |
| 123                                                   | Simon Geschke (GER)    | DNF-18      |
| 124                                                   | Jon Izagirre (ESP)     | 45.         |
| 125                                                   | Victor Lafay (FRA)     | DNF-20      |
| 126                                                   | Anthony Perez (FRA)    | DNS-18      |
| 127                                                   | Alexis Renard (FRA)    | DNS-17      |
| 128                                                   | Axel Zingle (FRA)      | 142.        |
| Sportsdirektør: Bingen Fernández, Gorka Gerrikagoitia |                        |             |

| Movistar Team MOV                                  | Movistar Team MOV                  | Movistar Team MOV |
| -------------------------------------------------- | ---------------------------------- | ----------------- |
| Nr.                                                | Rytter                             | Placering         |
| 131                                                | Enric Mas (ESP)                    | DNF-1             |
| 132                                                | Ruben Guerreiro (POR)              | DNF-14            |
| 133                                                | Alex Aranburu (ESP)                | 52.               |
| 134                                                | Gorka Izagirre (ESP)               | 37.               |
| 135                                                | Matteo Jorgenson (USA)             | DNS-16            |
| 136                                                | Gregor Mühlberger (AUT) (landevej) | 44.               |
| 137                                                | Nelson Oliveira (POR)              | 53.               |
| 138                                                | Antonio Pedrero (ESP)              | DNF-14            |
| Sportsdirektør: Yvon Ledanois, José Vicente García |                                    |                   |

| Team DSM-Firmenich DSM                                | Team DSM-Firmenich DSM    | Team DSM-Firmenich DSM |
| ----------------------------------------------------- | ------------------------- | ---------------------- |
| Nr.                                                   | Rytter                    | Placering              |
| 141                                                   | Romain Bardet (FRA)       | DNF-14                 |
| 142                                                   | John Degenkolb (GER)      | 145.                   |
| 143                                                   | Matthew Dinham (AUS)      | 58.                    |
| 144                                                   | Alexander Edmondson (AUS) | 146.                   |
| 145                                                   | Nils Eekhoff (NED)        | 138.                   |
| 146                                                   | Chris Hamilton (AUS)      | 46.                    |
| 147                                                   | Kevin Vermaerke (USA)     | 61.                    |
| 148                                                   | Sam Welsford (AUS)        | 144.                   |
| Sportsdirektør: Matthew Winston, Christian Guiberteau |                           |                        |

| Israel-Premier Tech IPT                    | Israel-Premier Tech IPT | Israel-Premier Tech IPT |
| ------------------------------------------ | ----------------------- | ----------------------- |
| Nr.                                        | Rytter                  | Placering               |
| 151                                        | Michael Woods (CAN)     | 48.                     |
| 152                                        | Guillaume Boivin (CAN)  | 126.                    |
| 153                                        | Simon Clarke (AUS)      | 109.                    |
| 154                                        | Hugo Houle (CAN)        | 38.                     |
| 155                                        | Krists Neilands (LAT)   | 50.                     |
| 156                                        | Nick Schultz (AUS)      | 39.                     |
| 157                                        | Corbin Strong (NZL)     | 90.                     |
| 158                                        | Dylan Teuns (BEL)       | 35.                     |
| Sportsdirektør: Rik Verbrugghe, Dirk Demol |                         |                         |

| Team Jayco AlUla JAY                         | Team Jayco AlUla JAY          | Team Jayco AlUla JAY |
| -------------------------------------------- | ----------------------------- | -------------------- |
| Nr.                                          | Rytter                        | Placering            |
| 161                                          | Simon Yates (GBR)             | 4.                   |
| 162                                          | Lawson Craddock (USA)         | 84.                  |
| 163                                          | Luke Durbridge (AUS)          | 130.                 |
| 164                                          | Dylan Groenewegen (NED)       | 137.                 |
| 165                                          | Chris Harper (AUS)            | 16.                  |
| 166                                          | Christopher Juul-Jensen (DEN) | 117.                 |
| 167                                          | Luka Mezgec (SLO)             | 112.                 |
| 168                                          | Elmar Reinders (NED)          | 141.                 |
| Sportsdirektør: Mathew Hayman, Matthew White |                               |                      |

| Arkéa-Samsic ARK                                 | Arkéa-Samsic ARK          | Arkéa-Samsic ARK |
| ------------------------------------------------ | ------------------------- | ---------------- |
| Nr.                                              | Rytter                    | Placering        |
| 171                                              | Warren Barguil (FRA)      | 22.              |
| 172                                              | Jenthe Biermans (BEL)     | 128.             |
| 173                                              | Clément Champoussin (FRA) | 51.              |
| 174                                              | Anthony Delaplace (FRA)   | 68.              |
| 175                                              | Simon Guglielmi (FRA)     | 69.              |
| 176                                              | Matis Louvel (FRA)        | 65.              |
| 177                                              | Luca Mozzato (ITA)        | 132.             |
| 178                                              | Laurent Pichon (FRA)      | 124.             |
| Sportsdirektør: Arnaud Gérard, Sébastien Hinault |                           |                  |

| Lotto Dstny LTD                           | Lotto Dstny LTD          | Lotto Dstny LTD |
| ----------------------------------------- | ------------------------ | --------------- |
| Nr.                                       | Rytter                   | Placering       |
| 181                                       | Caleb Ewan (AUS)         | DNF-13          |
| 182                                       | Victor Campenaerts (BEL) | 64.             |
| 183                                       | Jasper De Buyst (BEL)    | 136.            |
| 184                                       | Pascal Eenkhoorn (NED)   | 91.             |
| 185                                       | Frederik Frison (BEL)    | 147.            |
| 186                                       | Jacopo Guarnieri (ITA)   | DNS-5           |
| 187                                       | Maxim Van Gils (BEL)     | 59.             |
| 188                                       | Florian Vermeersch (BEL) | 120.            |
| Sportsdirektør: Mario Aerts, Marc Wauters |                          |                 |

| Astana Qazaqstan Team AST                         | Astana Qazaqstan Team AST                        | Astana Qazaqstan Team AST |
| ------------------------------------------------- | ------------------------------------------------ | ------------------------- |
| Nr.                                               | Rytter                                           | Placering                 |
| 191                                               | Mark Cavendish (GBR)                             | DNF-8                     |
| 192                                               | Cees Bol (NED)                                   | 149.                      |
| 193                                               | David de la Cruz (ESP)                           | DNF-12                    |
| 194                                               | Jevgenij Fedorov (KAZ)                           | 148.                      |
| 195                                               | Aleksej Lutsenko (KAZ) (landevej og enkeltstart) | 40.                       |
| 196                                               | Gianni Moscon (ITA)                              | 135.                      |
| 197                                               | Luis León Sánchez (ESP)                          | DNS-5                     |
| 198                                               | Harold Tejada (COL)                              | 34.                       |
| Sportsdirektør: Aleksandr Sjefer, Dmitrij Fofonov |                                                  |                           |

| Uno-X Pro Cycling Team UXT                      | Uno-X Pro Cycling Team UXT            | Uno-X Pro Cycling Team UXT |
| ----------------------------------------------- | ------------------------------------- | -------------------------- |
| Nr.                                             | Rytter                                | Placering                  |
| 201                                             | Alexander Kristoff (NOR)              | 134.                       |
| 202                                             | Jonas Abrahamsen (NOR)                | 85.                        |
| 203                                             | Anthon Charmig (DEN)                  | 99.                        |
| 204                                             | Tobias Halland Johannessen (NOR)      | 30.                        |
| 205                                             | Rasmus Tiller (NOR)                   | 108.                       |
| 206                                             | Torstein Træen (NOR)                  | 95.                        |
| 207                                             | Søren Wærenskjold (NOR) (enkeltstart) | 140.                       |
| 208                                             | Jonas Gregaard (DEN)                  | 43.                        |
| Sportsdirektør: Gabriel Rasch, Stig Kristiansen |                                       |                            |

| TotalEnergies TEN                              | TotalEnergies TEN          | TotalEnergies TEN |
| ---------------------------------------------- | -------------------------- | ----------------- |
| Nr.                                            | Rytter                     | Placering         |
| 211                                            | Peter Sagan (SVK)          | 127.              |
| 212                                            | Edvald Boasson Hagen (NOR) | 100.              |
| 213                                            | Mathieu Burgaudeau (FRA)   | 31.               |
| 214                                            | Steff Cras (BEL)           | DNF-8             |
| 215                                            | Valentin Ferron (FRA)      | 89.               |
| 216                                            | Pierre Latour (FRA)        | 75.               |
| 217                                            | Daniel Oss (ITA)           | 88.               |
| 218                                            | Anthony Turgis (FRA)       | 94.               |
| Sportsdirektør: Benoît Génauzeau, Thibaut Macé |                            |                   |